# Pierpaolo Ferrazzi
Pierpaolo Ferrazzi (né le 23 juillet 1965 à Bassano del Grappa) est un canoéiste italien.
Double vice-champion du monde, il remporte également un titre olympique en K1 slalom 500 m en 1992 et une médaille de bronze olympique dans la même discipline en 2000.